# Abația Fontevraud

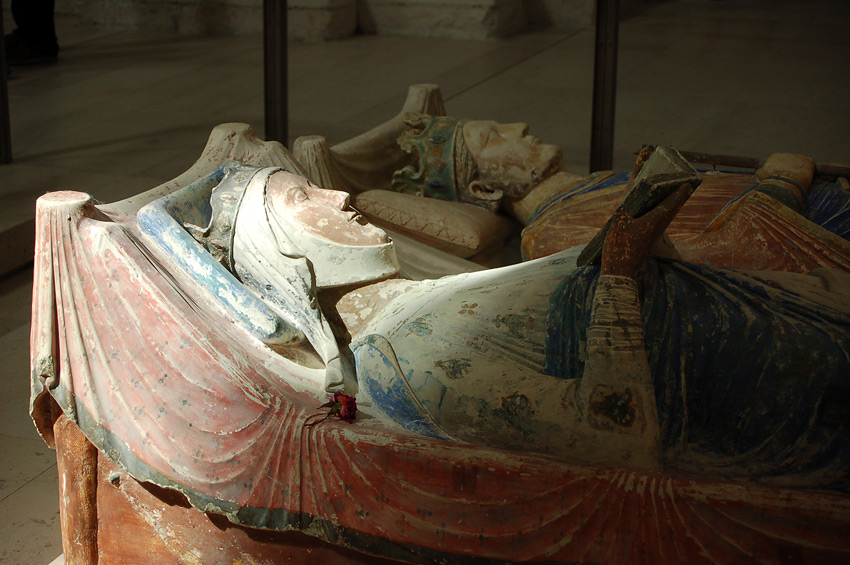
Gisantul reginei Eleonora. În plan secund se află gisantul regelui Henric al II-lea al Angliei (sec. al XIII-lea).

Abația Fontevraud este un monument istoric din Franța, fostă necropolă a Casei de Anjou-Plantagenêt în Evul Mediu. Mai mulți regi ai Angliei au fost înmormântați aici, între care Henric al II-lea și Richard Inimă de Leu. 
Mănăstirea a fost secularizată și transformată în închisoare în contextul Revoluției Franceze. A funcționat ca atare până în anul 1963.

## În literatură
Scriitorul Jean Genet a descris în romanul semiautobiografic Miracle de la rose⁠(fr)[traduceți], publicat în 1946, experiența unui deținut de 30 de ani la penitenciarul Fontevraud.